# Чэн Сяолэй
Чэн Сяолэй (кит. трад. 程晓磊 англ. Cheng Xiaolei, род. 29 июля 1981 года, в Гирине, провинции Цзилинь) — китайская шорт-трекистка. Участвовала в Олимпийских играх 2006 года, чемпионка мира 2006 года.

## Спортивная карьера
Чэн Сяолэй впервые выступила на международной арене в 2003 году на зимней Универсиаде в Италии, где завоевала три золотых медали на дистанциях 500, 1000, 1500 метров, а также серебряную в эстафете. На следующий год выступала на командном чемпионате мира в Санкт-Петербурге и выиграла серебро, и на чемпионате мира в Гётеборге в эстафете тоже взяла серебро. В апреле 2005 года на 10-м Национальном чемпионате Чэн выиграла серебряную медаль в беге на 500 м, уступив только Ян Ян (А).
С 2005 по 2007 год Чэн выиграла ещё три серебряные медали на мировых первенствах среди команд в Чхунчхоне, Монреале, Будапеште, а также в эстафете два серебра на чемпионатах мира в Пекине и Милане и золотую медаль в американском Миннеаполисе.
Чэн участвовала в Олимпийских играх в Турине на дистанции 1500 метров и заняла 27 место, а эстафете вместе с командой была дисквалифицирована в финале, после столкновения Ван Мэн с канадкой Калиной Роберж. В 2007 году она выиграла золотую медаль эстафеты на зимних Азиатских играх в Чанчуне.
В 2010 году на зимних военных Всемирных играх в итальянском Курмайёре заняла 6-е место в общем зачёте. С 2003 по 2007 год Чэн Сяолэй на этапах Кубка мира выиграла 10 золотых медалей в эстафете, 5 - серебряных, на дистанции 500 м выиграл два серебра и бронзу, а также две бронзы на 1500 м и в общем зачёте.